# Laboratory of Tree-Ring Research

Le Laboratory of Tree-Ring Research (en français, Laboratoire de recherche sur les anneaux d'arbres) est un laboratoire de recherche sur la dendrochronologie.

## Histoire
Le Laboratory of Tree-Ring Research (LTRR) est créé en 1937 par Andrew Ellicott Douglass, fondateur de la science moderne de la dendrochronologie. 
Le laboratoire est une unité de recherche rattaché au département de sciences de l'université d'Arizona à Tucson.  Les chercheurs et enseignants du laboratoire étudient les domaines du changement climatique, de l'histoire du feu, de l'écologie, de l'archéologie et de l'hydrologie.